# Іван Ардан
Ардан Іван (4 лютого 1871, Трускавець — 14 вересня 1940, Вілкс-Барре) — публіцист, редактор, видавець, священник УГКЦ.

## Біографія
Народився 4 лютого 1871 року в місті Трускавець. Гімназію закінчив у Дрогобичі, студіював теологію у Львові. У 1885 році був висвячений на священика.
У 1895 році емігрував до США, включився в організацію церковного і громадського життя. Був священником у Джерсі-Сіті, потім в Оліфант. На початку 1902 року залишив духовний сан.
У 1900–1907 роках був редактором часопису «Свобода», у 1912–1919 — «Народної волі».
У 1920 році став радником Першої української дипломатичної місії у Вашингтоні, керівником Пресового бюро. Брав активну участь в організації життя емігрантів.
З 1925 року відійшов від громадської діяльності. Помер 14 вересня 1940 року у Вілкс-Беррі (США).

## Творчий доробок
Автор англомовної праці «Рутенці в Америці» (1904).